# Велштат
Велштат (њем. Wöllstadt) општина је у њемачкој савезној држави Хесен. Једно је од 25 општинских средишта округа Ветерау. Према процјени из 2010. у општини је живјело 6.257 становника. Посједује регионалну шифру (AGS) 6440025.

## Географски и демографски подаци
Велштат се налази у савезној држави Хесен у округу Ветерау. Општина се налази на надморској висини од 145 метара. Површина општине износи 15,4 km². У самом мјесту је, према процјени из 2010. године, живјело 6.257 становника. Просјечна густина становништва износи 407 становника/km².